# Lago Piaseczno
Lago Piaseczno –  lago  na região de Lublin. É um dos lagos mais limpos da Polónia ( primeira classe da limpeza da água).  O lago tem maioritariamente o fundo arenoso.A margem noroeste faz fronteira com pântanos e pauis. É possível andar a pé à volta do lago. Dos lados oeste e norte, funcionam vários estabelecimentos turísticos ex. Centro da Recreativo da Universidade de Ciências Naturais de Lublin com o clube de vela “Antares”. Nos lados nordeste e leste há algumas centenas de casas de verão.
Fauna
No lago vive a maioria das espécies de peixes de  água doce existentes na Polónia. Podem encontrar-se também caranguejos e  às vezes cágado-de-carapaça-estriada.
Flora
Na superfície do lago há muitas espécies das plantas flutuantes como por exemplo: a espiga-de-água (potamogeton natans), a elodea e nenúfares entre outras. Em redor crescem bosques de coníferas (pinheiros, piceas) e caducifólias (bétulas).

Dimensões
O lago tem 38,8 metros de profundidade (é o lago mais profundo da região), 1,5 km de comprimento e 0,8 km de largura. Ocupa uma área de 86 hectares.
Ligações externas
http://www.dwpolesie.pl/jezioro.html
http://www.nurkomania.pl/nurkowisko_piaseczno.htm